# Yo te quiero
«Yo te quiero» es el tercer sencillo del álbum recopilatorio Los Vaqueros, presentado por el dúo de reguetón Wisin & Yandel. Esta canción está interpretado por el dúo mencionado.

## Video musical
El videoclip comienza cuando el automóvil que llevaba a Wisin y a Yandel, se detiene porque Yandel había visto a la mujer que estaba con él caminando por la calle, con un abrigo naranja. Yandel la persigue hasta que un momento, la historia se retrocede mostrando en el video como era la vida de la pareja hace un año. Yandel la había conocido cuando la mujer caminaba por la calle y él la vio desde su auto, y decidió darle su número telefónico. La mujer aceptó y vivieron en una casa. En esa parte del video, la pareja disfrutaba mientras que Wisin rapeaba allí dentro. La chica se había contactado con un doctor, y recibió la noticia de que tenía cáncer, y es por eso que ella lo dejó. Cuando se adelanta la historia, en el final del video, se muestra cuando Yandel seguía persiguiéndola, hasta que llegó al departamento donde residía. El video termina con un abrazo entre ellos.

## Posicionamiento
| Listas (2007)                         | Posición |
| ------------------------------------- | -------- |
| U.S. Billboard Hot Latin Songs        | 29       |
| U.S. Billboard Latin Tropical Airplay | 22       |
| U.S. Billboard Latin Rhythm Airplay   | 14       |